# الکساندر میروشنیچنکو
الکساندر میروشنیچنکو (انگلیسی: Oleksandr Miroshnychenko؛ زادهٔ ۱۹ ژانویهٔ ۱۹۸۶) بازیکن فوتبال اهل اوکراین است.
از باشگاه‌هایی که در آن بازی کرده‌است می‌توان به باشگاه فوتبال شاختار دونتسک و باشگاه فوتبال داینامو برست اشاره کرد.
وی همچنین در تیم ملی فوتبال Ukraine U19 بازی کرده‌است.